# Kadavallur
Kadavallur es una ciudad censal situada en el distrito de Thrissur en el estado de Kerala (India). Su población es de 12912 habitantes (2011). Se encuentra a 30 km de Thrissur y a 76 km de Kozhikode.

## Demografía
Según el censo de 2011 la población de Kadavallur era de 12912 habitantes, de los cuales 6091 eran hombres y 6821 eran mujeres. Kadavallur tiene una tasa media de alfabetización del 95,81%, superior a la media estatal del 94%: la alfabetización masculina es del 97,20%, y la alfabetización femenina del 94,60%.